# Kantathi Suphamongkhon

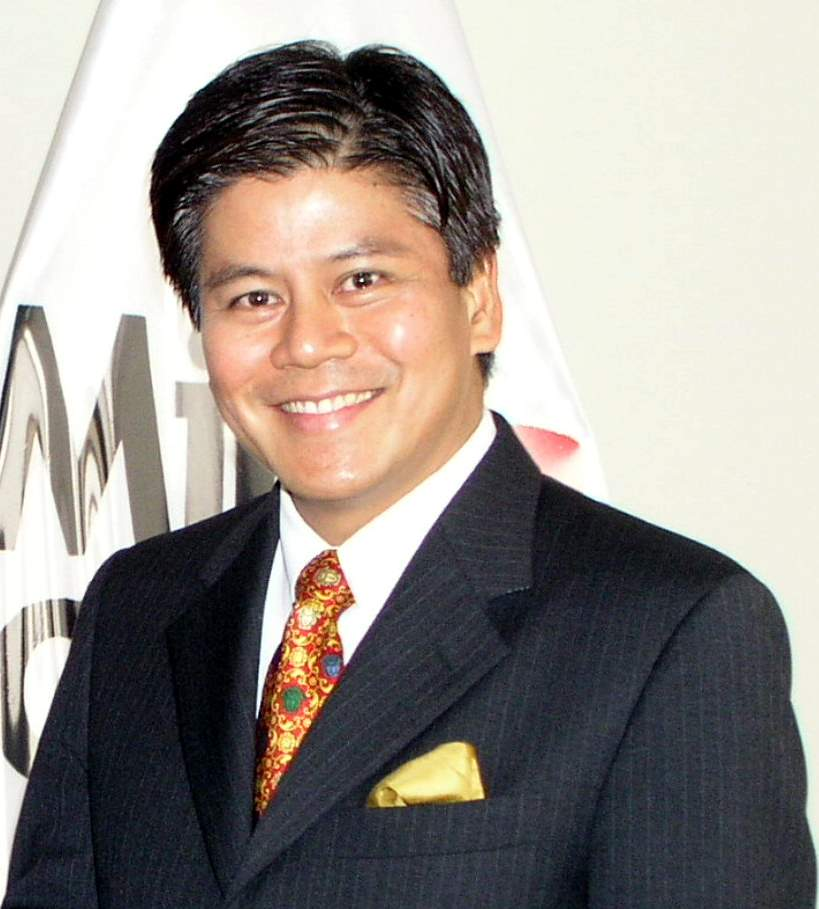
Kantathi Suphamongkhon

Kantathi Suphamongkhon (Thai: กันตธีร์ ศุภมงคล) (* 3. April 1952 in Bangkok) ist ein thailändischer Diplomat und Politiker. Er war von 2005 bis 2006 Außenminister von Thailand.

## Leben
Kantathi ist der Sohn des Diplomaten Konthi Suphamongkhon und verbrachte einen Teil seiner Kindheit in Australien und der Bundesrepublik Deutschland, wo sein Vater als Botschafter stationiert war. Nach dem Abschluss von der Bonn American High School studierte er mit einem Stipendium Politikwissenschaft an der University of California, Los Angeles (Bachelor 1976) und Internationale Beziehungen an der American University (Master 1978). Er promovierte 1984 an der University of Southern California mit der Arbeit The common heritage of mankind and the changing structure of international law.
Im gleichen Jahr trat er in das thailändischen Außenministerium ein. Daneben übernahm er einen Lehrauftrag für Internationales Recht und Außenbeziehungen. Zwischen 1988 und 1992 war er an der Ständigen Vertretung Thailands bei den Vereinten Nationen in New York stationiert. 1993 bis 1994 arbeitete er erneut im Außenministerium als Direktor der Politik- und Planungsabteilung. Anschließend verließ er den öffentlichen Dienst und übernahm eine leitende Funktion beim familieneigenen Bau- und Immobilienunternehmen Kanta Sahakij.
Auf Vorschlag des damaligen Parteivorsitzenden Thaksin Shinawatra kandidierte Kantathi für die Palang-Dharma-Partei bei der vorgezogenen Parlamentswahl im Juli 1995 und wurde als Abgeordneter eines Bangkoker Wahlkreises in das Repräsentantenhaus gewählt. Bei der Neuwahl im November 1996 verlor er seinen Parlamentssitz wieder. Als Thaksin 1998 eine neue Partei gründete – die Thai-Rak-Thai-Partei (TRT) – gehörte Kantathi zu ihren ersten Mitgliedern. Im Januar 2001 wurde er für die siegreiche TRT erneut ins Parlament gewählt. Thaksin wurde Ministerpräsident und ernannte Kantathi zu seinem Sondergesandten. 2002 übernahm er den von der Thaksin-Regierung neu geschaffenen Posten des thailändischen Handelsvertreters. Sein Abgeordnetenmandat gab er dafür auf.
Vom 11. März 2005 bis zum Putsch am 19. September 2006 war Kantathi Suphamongkhon Außenminister von Thailand.
Nach dem Ende seiner politischen Karriere war Kantathi 2007–08 Gastprofessor am Burkle Center for International Relations der University of California, Los Angeles.